# Emiraat Kreta
Het emiraat Kreta was een emiraat gelegen in het oostelijke deel van de Middellandse Zee, dat bestond tussen ongeveer 824 tot de herovering van het eiland door het Byzantijnse rijk in 961. Alhoewel het emiraat de heerschappij van het Abbasidenkalifaat erkende en het nauwe banden onderhield met Toeloeniden uit Egypte was het de facto onafhankelijk.

## Geschiedenis
Kreta werd reeds belaagd door moslimtroepen sinds de eerste golf van de islamitische veroveringen in het midden van de 7e eeuw. In 654 en daarna nog eens in 674/675 kreeg het invallen te verduren. Delen van het eiland werden tijdelijk bezet tijdens het bewind van de Omajjaden-kalief Al-Walid I (705–715). Het eiland werd niet veroverd en ondanks incidentele invallen in de 8e eeuw bleef het in Byzantijnse handen. Kreta was te ver van de Arabische marinebases in de Levant om effectieve expedities te ondernemen. 

### Verovering van Kreta
Over het juiste jaartal van de verovering zijn de Byzantijnse en Arabische bronnen het niet eens. Volgens de Byzantijnen gebeurde de verovering kort na de opstand van Thomas de Slaviër, dus in 824. Volgens de Arabieren werd Abu Hafs Umar al-Iqritishi, de leider van de invallers, verdreven uit Alexandrië (Egypte) in 827. Abu Hafs stond aan het hoofd van een groep bannelingen uit Al-Andalus, zij zwierven de Middellandse Zee rond en zorgden overal voor amok, tot ze in Kreta aankwamen.
Verzwakt door de opstand van Thomas de Slaviër en nadien de aanvallen van de Aghlabiden op Sicilië kon keizer Michaël II Psellos weinig degelijk weerwerk bieden. Toen eenmaal het eiland was veroverd, werd Chándax de hoofdstad en zo kreeg het eiland de bijnaam Candia. Het eiland werd een uitvalsbasis voor piraterij.

### Herovering door de Byzantijnen
In 960 stuurde keizer Romanos II een enorme vloot onder leiding van generaal Nikephoros Phokas. Na een maandenlang beleg van Chandax kon hij de hoofdstad op 6 maart 961 veroveren. De stad werd geplunderd en de moskeeën en muren werden afgebroken. De bewoners werden gedood of in slavernij weggevoerd, de laatste emir van het eiland en zijn zoon werden gevangengenomen en naar Constantinopel gebracht.